# Eirik Horneland
Eirik Horneland (Haugesund, 14 marzo 1975) è un allenatore di calcio ed ex calciatore norvegese, di ruolo centrocampista, tecnico del Saint-Étienne.

## Carriera

### Giocatore
Horneland ha giocato nel Vard Haugesund, prima di essere ingaggiato dall'Haugesund nel corso del 2000. Ha esordito nell'Eliteserien in data 1º ottobre, schierato titolare nella sconfitta per 2-1 sul campo del Brann. Nel 2001 ha fatto ritorno al Vard Haugesund, dove è rimasto fino al 2005.
Nel 2006, ha fatto ritorno all'Haugesund. Ha fatto parte della squadra che ha conquistato la promozione in Eliteserien al termine del campionato 2009. Si è ritirato dall'attività agonistica nel 2010.

### Allenatore
Il 6 luglio 2014, la Norges Fotballforbund lo ha scelto per guidare le Nazionali Under-17 e Under-18 norvegesi, a partire dal 1º gennaio 2015. Successivamente, l'incarico gli è stato affidato già dal 2014.
Il 12 agosto 2016, l'Haugesund ha reso noto che Horneland sarebbe diventato il nuovo allenatore della squadra a partire dal 15 ottobre 2016, quando avrebbe preso il posto di Andrea Loberto.
Il 3 gennaio 2019 è stato nominato nuovo allenatore del Rosenborg, a cui si è legato con un contratto biennale: si sarebbe avvalso della collaborazione di Karl Oskar Emberland come assistente.
Il 25 giugno 2020 è stato esonerato. Il 18 ottobre successivo, è stato nominato assistente di Kåre Ingebrigtsen al Brann.
Il 20 luglio 2021 è stato chiamato alla guida del Brann, dopo l'esonero di Ingebrigtsen, in attesa di una soluzione definitiva. Il 10 agosto successivo, il Brann ha reso noto che Horneland sarebbe stato l'allenatore della squadra fino al termine della stagione.
Il 20 dicembre 2024 viene ingaggiato dal Saint-Étienne, con cui sottoscrive un contratto fino al 30 giugno 2027, a partire dal 1º gennaio 2025.

## Palmarès

### Giocatore

#### Competizioni nazionali
- 1. divisjon: 1

Haugesund: 2009
- 2. divisjon: 1

Vard Haugesund: 2003 (gruppo 3)

### Allenatore
- 1. divisjon: 1

Brann: 2022
- Coppa di Norvegia: 1

Brann: 2022-2023